# Maestro della Croce 434
Maestro della Croce 434 (zm. XIII w.) – gotycki malarz włoski, aktywny od ok. 1230 do poł. XIII wieku.

## Osobowość artystyczna
Artysta związany był ze środowiskiem florenckim XIII wieku. Poprzedził Coppo di Marcovaldo i Cimabue. Określenie ram czasowych jego działalności, jak również dokładne przypisanie mu dzisiaj znanych obrazów, było przedmiotem długo trwających kontrowersji. Opiniami w tych kwestiach różni się od siebie spora grupa historyków sztuki. Dzieła Maestro della Croce 434 były przypisywane Maestro del San Francesco Bardi oraz Coppo di Marcovaldo. Historyk Luciano Bellosi (1036-2011) uważał dzieła przypisywane dzisiaj Maestro della Croce 434 za pierwsze ikony autorstwa Coppo di Marcovaldo.
Maestro della Croce 434 prawdopodobnie kształcił się w Lukce. Zauważono wpływy szkoły Berlinghiero Berlinghieriego, snując nawet hipotezę, iż Maestro della Croce 434 to jeden z jego synów, być może Marco, którego dzieła nie zachowały się do naszych czasów. Twórczość Maestro della Croce 434 odcisnęła swoje piętno na rozwoju warsztatu artystycznego twórców florenckich.

## Dzieła
- Madonna z Dzieciątkiem – ok. 1230, Rosano (Rignano sull’Arno), Monastero di Santa Maria
- Madonna z Dzieciątkiem – ok. 1230, zaginiony
- Krzyż z płaczem św. Piotra – ok. 1230-1240, Fiesole, Museo Bandini
- Krzyż z Tereglio – ok. 1240, Tereglio (Coreglia Antelminelli), Kościół Santa Maria Assunta
- Krzyż nr 434 – ok. 1240-1245, Florencja, Galeria Uffizi
- Krzyż – ok. 1240-1245, Florencja, Chiesa delle Montalve, przemalowania z XVI w.
- Święty Franciszek z Asyżu otrzymujący stygmaty – ok. 1250, Florencja, Galeria Uffizi
- Święty Franciszek i osiem historii z jego życia – ok. 1255, Pistoia, Museo civico (atrybucja niepewna)

## Galeria

Krzyż nr 434, ok. 1240-1245
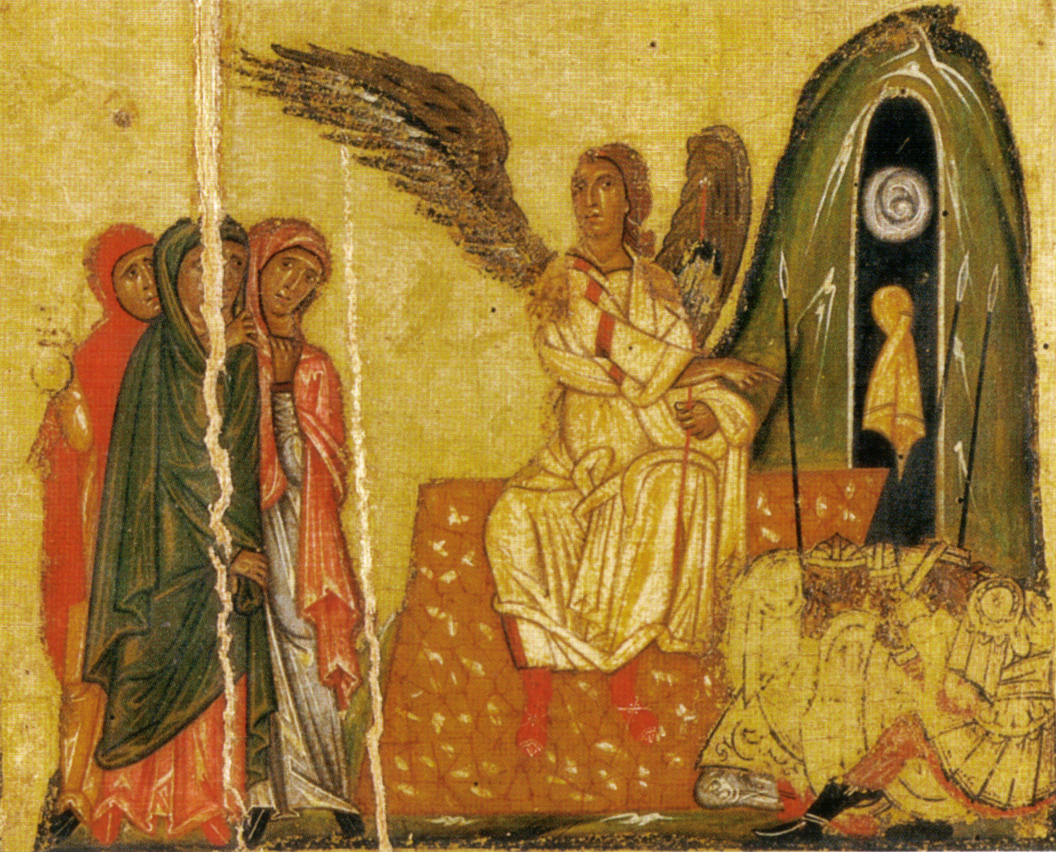
Niewiasty u grobu, frag. Krzyża nr 434
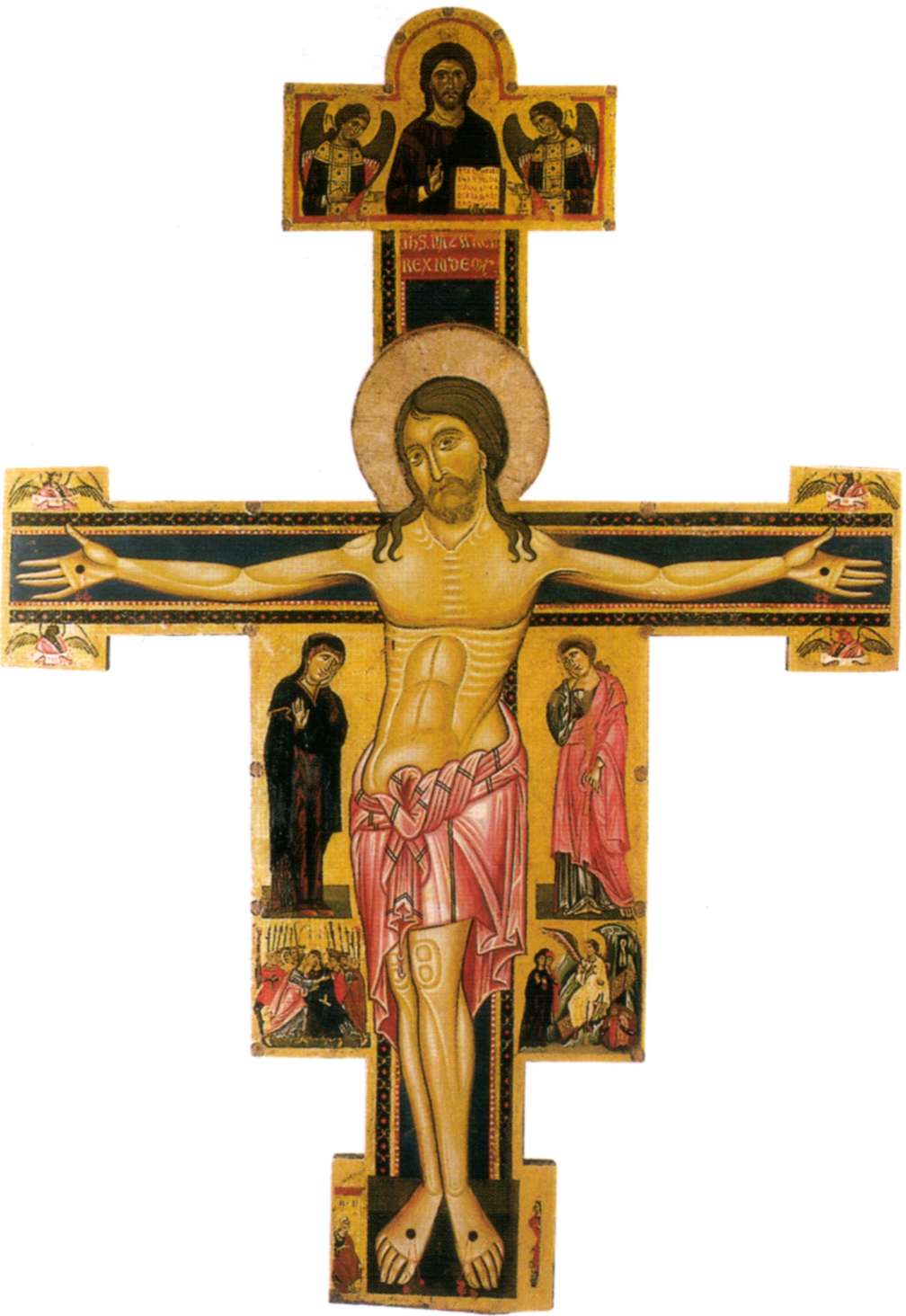
Krzyż z Tereglio, ok. 1240
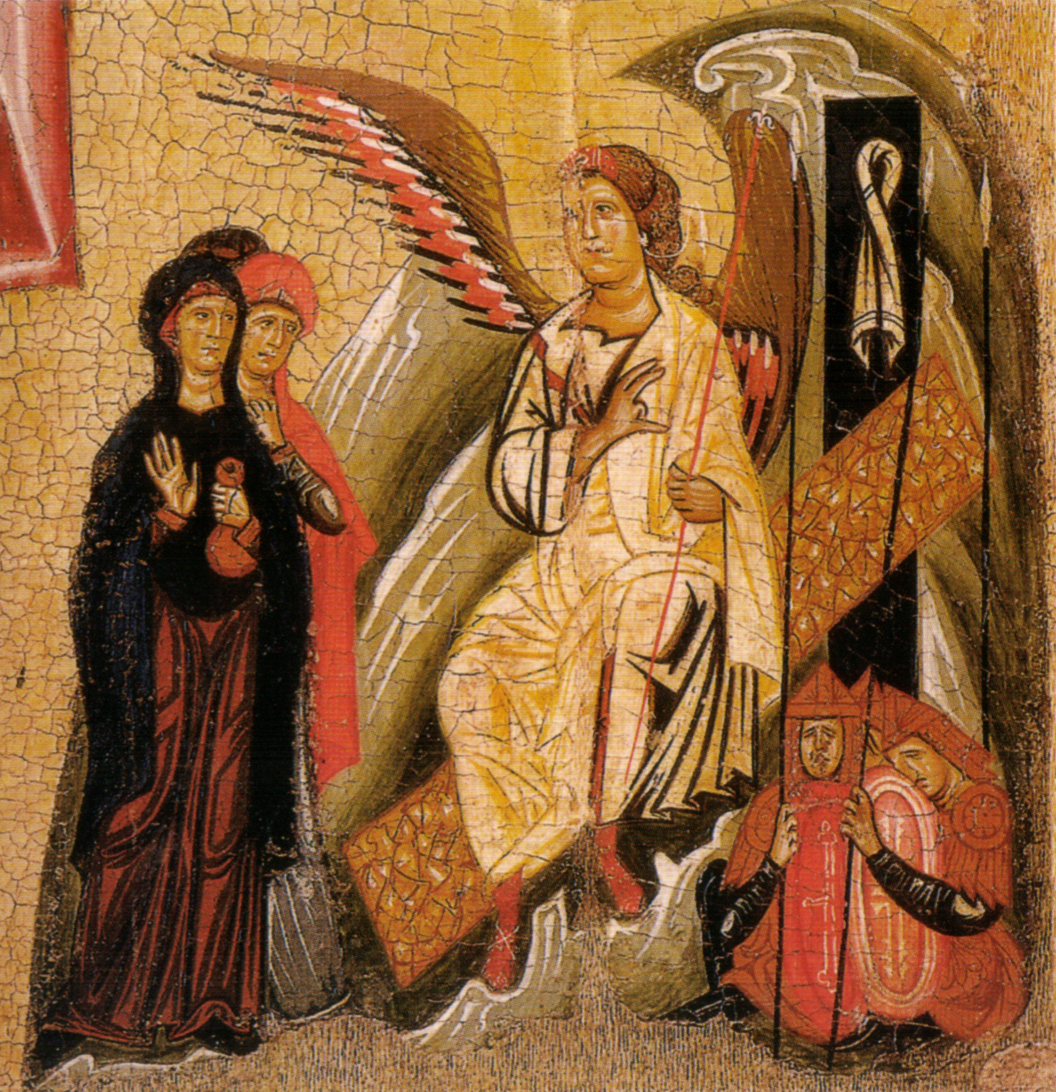
Niewiasty u grobu, frag. Krzyża z Tereglio
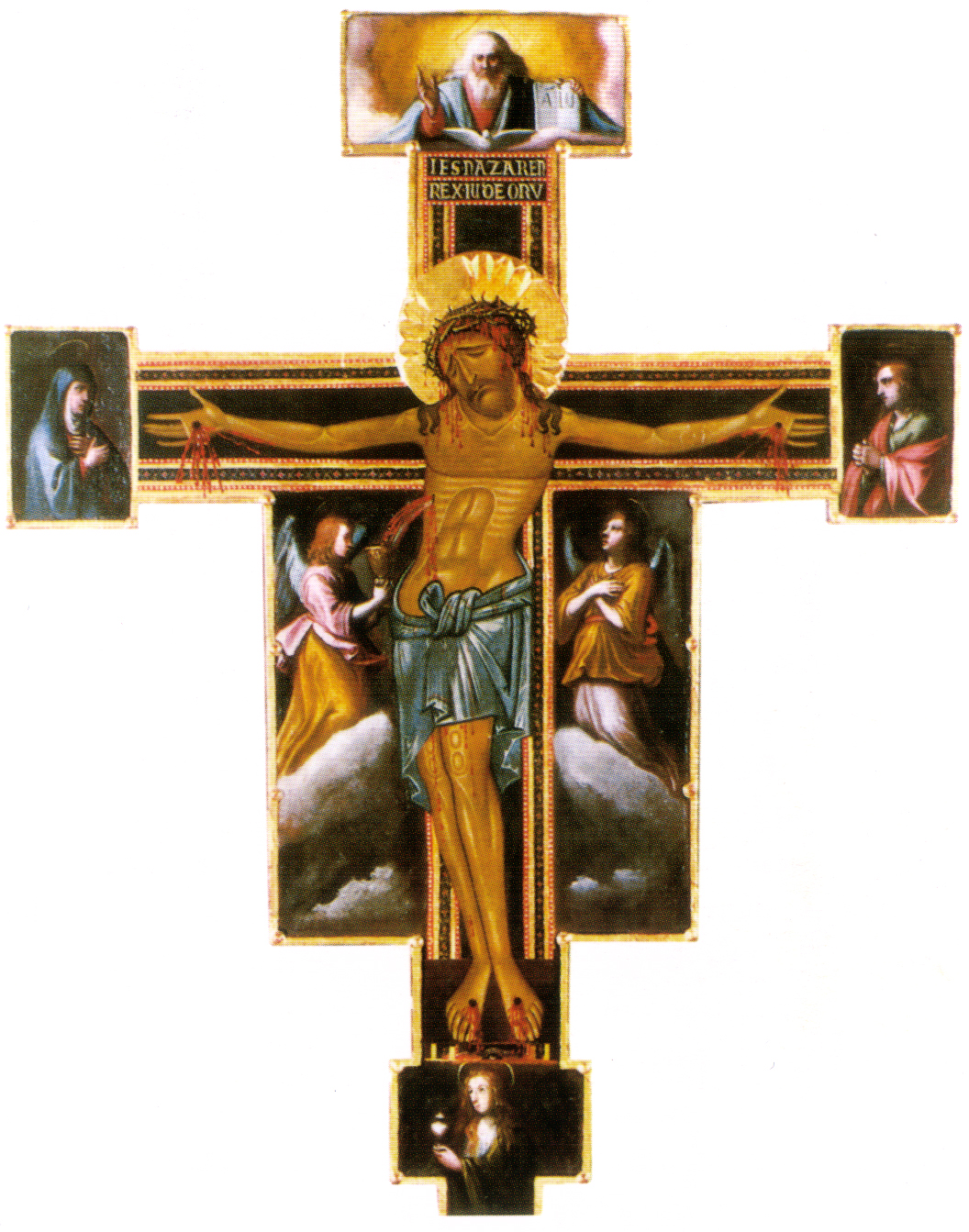
Krzyż (Chiesa delle Montalve), ok. 1240-1245
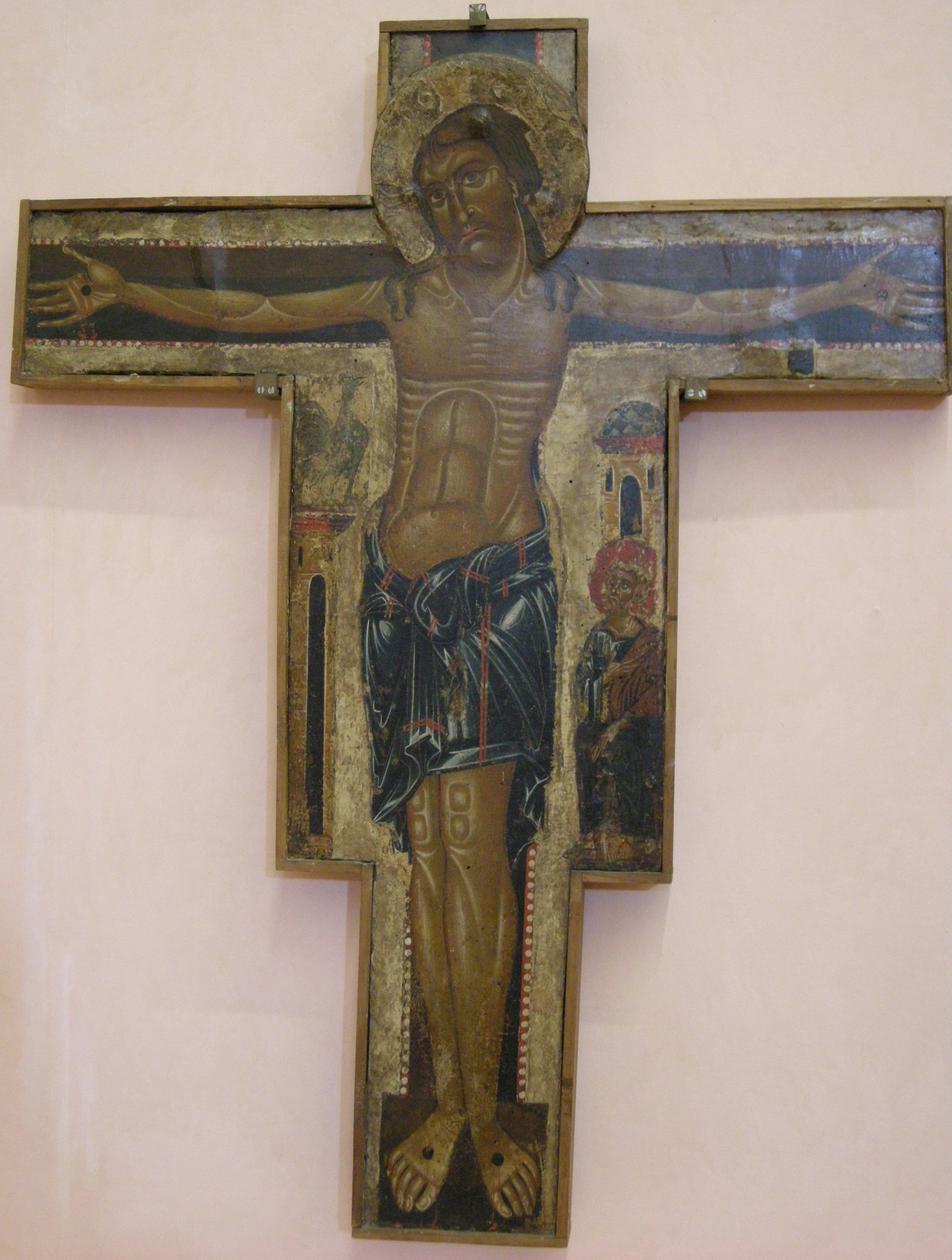
Krzyż z płaczem św. Piotra, ok. 1230-1240
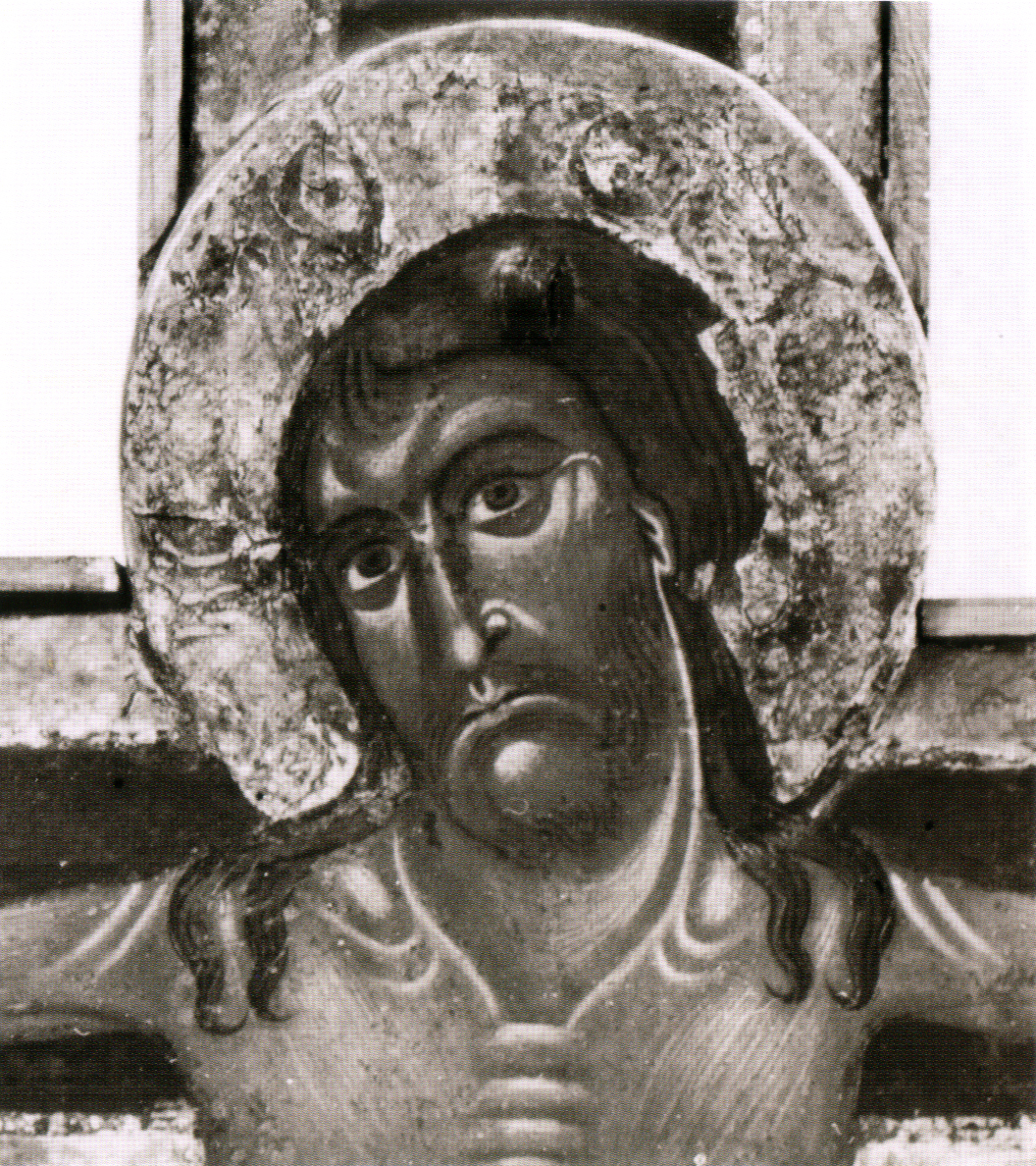
Krzyż z płaczem św. Piotra, fragment
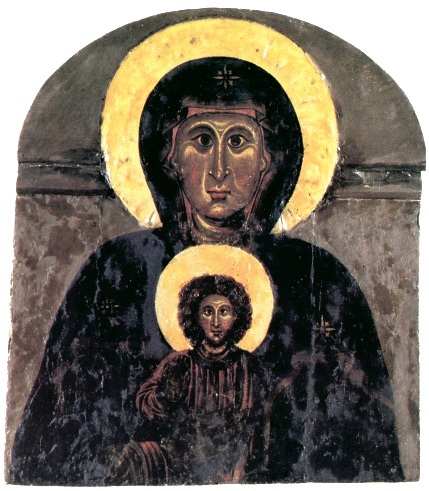
Madonna z Dzieciątkiem, ok. 1230
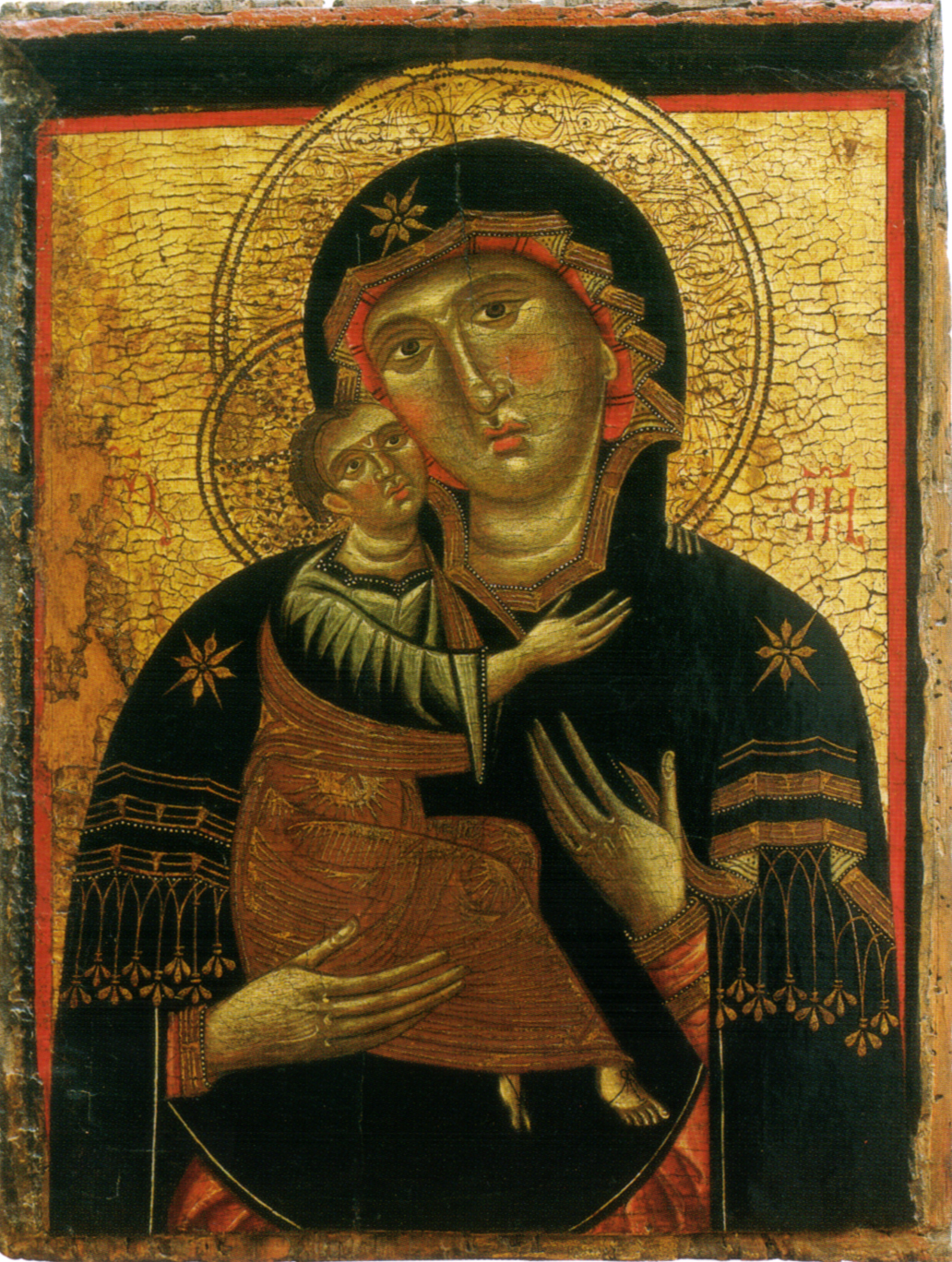
Madonna z Dzieciątkiem, ok. 1230 (zaginiony)
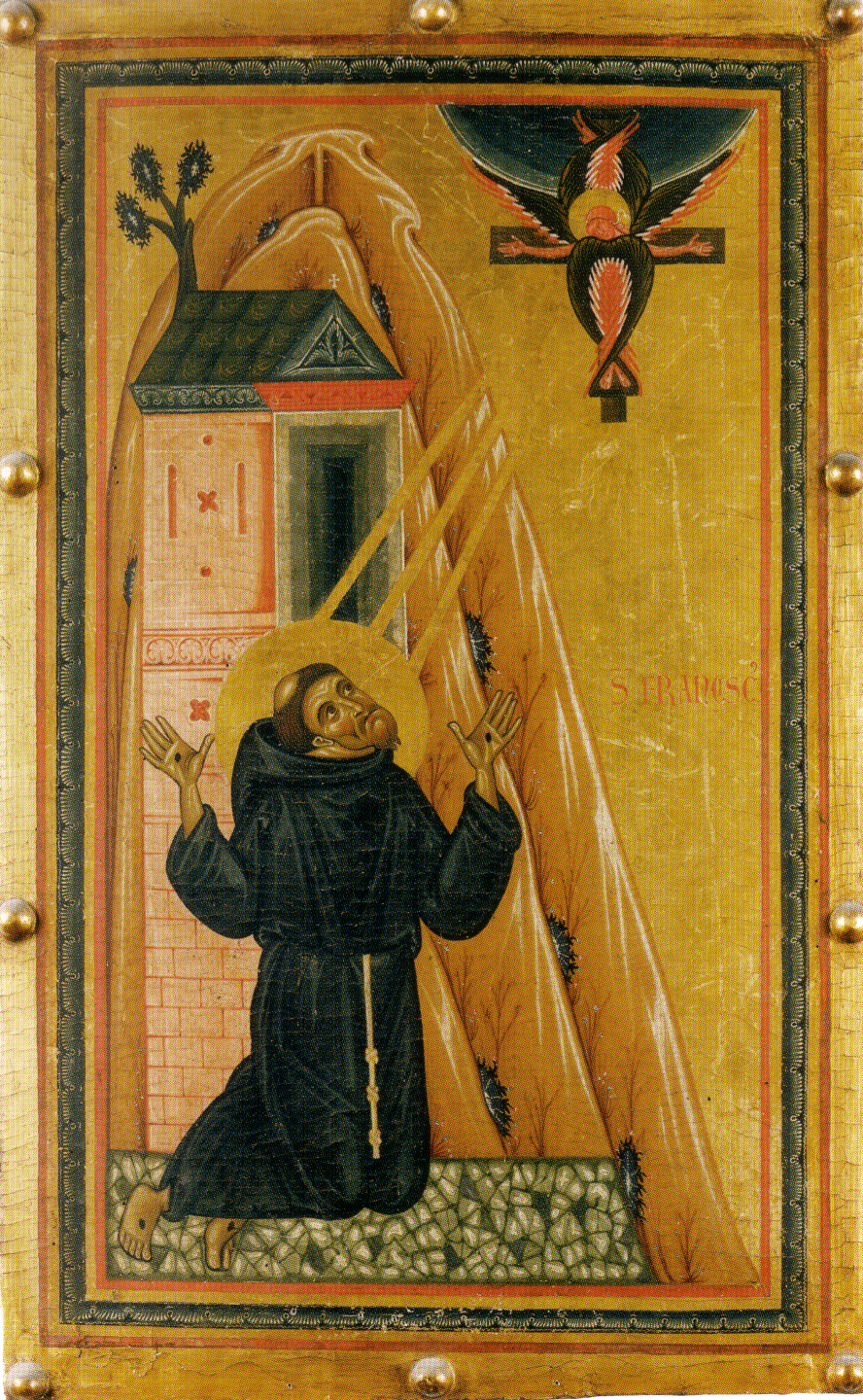
Święty Franciszek z Asyżu otrzymujący stygmaty, ok. 1250
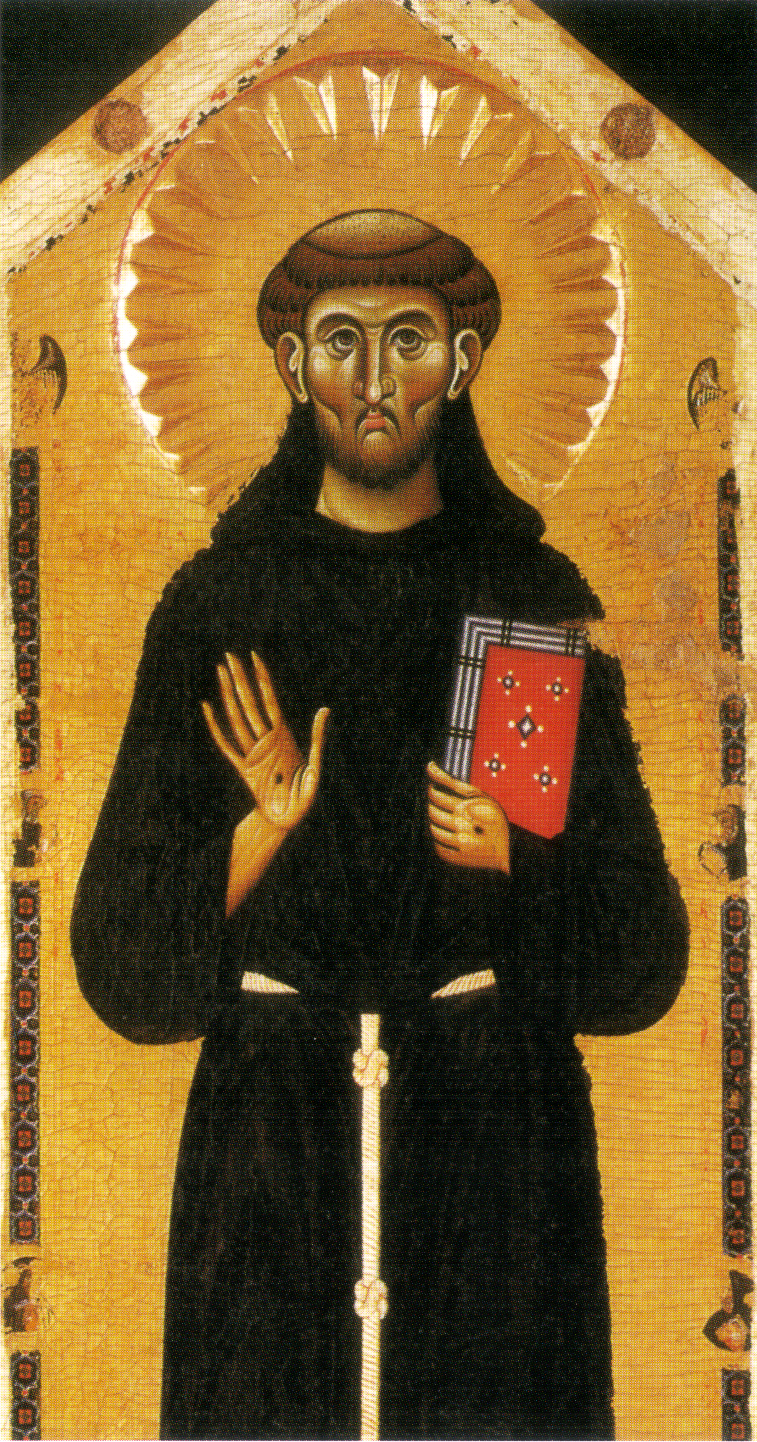
Święty Franciszek i osiem historii z jego życia, ok. 1255